# Dectochilus tincta
Dectochilus tincta là một loài bướm đêm trong họ Geometridae.